# Elysius hades
Elysius hades là một loài bướm đêm thuộc phân họ Arctiinae, họ Erebidae. Chúng sinh sống tại Peru.